# Chondracanthus horridus
Chondracanthus horridus – gatunek widłonoga z rodziny Chondracanthidae. Opisał go w 1865 roku austriacki zoolog Camill Heller. Okaz typowy pozyskano z ryby – babki czarnej (Gobius niger) złowionej na Morzu Śródziemnym.